# Bob Veith
Bob Veith (Tulare, Californië, 1 november 1926 - Santa Rosa, Californië, 29 maart 2006) was een Amerikaans autocoureur. Tussen 1956 en 1968 nam hij 11 maal deel aan de Indianapolis 500, waarvan de eerste vijf deelnames deel uitmaakten van het wereldkampioenschap Formule 1. Hierin scoorde hij geen WK-punten.